# Func
Func är ett amerikanskt företag grundat 1999 i Kalifornien som är internationellt kända för sina musmattor samt för att ha varit först ut på marknaden med kringutrustning designad av och för gamers. När deras första produkt lanserades, den ikoniska musmattan Func Surface 10302, tog Func spelvärlden med storm; recensionshemsidor så som IGN och MaximumCPU hyllade mattan för sin unika design och lovande kvalité.
Tidigt 2013 släppte Func en ny produkt, datormusen MS-3, som likt Funcs föregående produkter blivit väl omhändertagen av kritiker. Med en upplösning upp till 5670 DPI och en bilduppdatering av 12,000 har Func skapat en unik datormus i en allt växande industri. 